# عائشة الرومي
عائشة محمد خلفان الرومي طبيبة وسياسية إماراتية، في عام 2007 كانت من أوائل النساء اللواتي دخلن المجلس الوطني الاتحادي.

## حياتها
كطبيبة مؤهلة، عملت الرومي كطبيبة أطفال وأصبحت مديرة صحة الأم والطفل في الشارقة في وزارة الصحة.
بعد انتخابات المجلس الوطني الاتحادي 2006، كانت واحدة من ثماني نساء تم تعيينهن في المجلس الوطني الاتحادي إلى جانب السياسية المنتخبة أمل القبيسي. أصبحت رئيسة لجنة المعاشات التقاعدية وعضوًا في لجنة لجنة الصحة والعمل والشؤون الاجتماعية.